# San Gil (Sevilla)
San Gil es un barrio de Sevilla, España, perteneciente al distrito Casco Antiguo. Está situado en la zona norte del distrito, junto al límite con el distrito de Macarena. Limita al sur con los barrios de San Julián y Feria y al oeste, con el barrio de San Lorenzo. Tiene una población estimada de 6.596 habitantes.

## Hermandades y cofradías
Entre todas destaca, sobre todo, la Hermandad de la Esperanza Macarena (Sevilla). Pero también están: 
- Hermandad de Nuestra Señora del Carmen.
- Hermandad de Nuestra Señora del Rocío de La Macarena.
- Hermandad Sacramental de San Gil.

## Lugares de interés
- Lienzos de muralla y puerta de la Macarena.
- Basílica de la Esperanza Macarena.
- Iglesia de San Gil
- Calle Resolana, en la que se ubica la Torre de los Perdigones.
- Calle San Luis.
- Plaza de Pumarejo y calle Parras.